# پایامکی
پایامکی (به فنلاندی: Pajamäki) یک منطقهٔ مسکونی در فنلاند است که در پیتایان‌مکی واقع شده‌است. پایامکی ۰٫۲۷ کیلومتر مربع مساحت و ۱٬۸۰۲ نفر جمعیت دارد.